# كأس لبنان للسيدات 2015–16
كأس لبنان للسيدات 2015–16 هي النسخة الثامنة من كأس لبنان للسيدات، أعلى بطولة كأس كرة قدم نسائية للأندية في لبنان.
لعبت البطولة بين 19 و29 حزيران 2016 بمشاركة 6 فرق، وحقق اللقب نادي بيروت بعد فوزه 3–0 في النهائي على أكاديمية الفتاة.

## الجولة الأولى
شارك في الجولة الأولى 4 فرق، وتأهل منها فريقين إلى نصف النهائي. لعبت المباريات في 19 و21 حزيران 2016.
شارك في ربع النهائي 8 فرق، وتأهل منها 4 فرق إلى نصف النهائي. لعبت المباريات في 4 و6 تمّوز 2017.
| رقم المباراة                 | الفريق المضيف | النتيجة | الفريق الضيف    |
| ---------------------------- | ------------- | ------- | --------------- |
| 1                            | بيروت         | 1–1     | نجوم الرياضة    |
| بيروت فاز 5–3 بركلات الترجيح |               |         |                 |
| 2                            | النصر         | 1–6     | أكاديمية الفتاة |

## نصف النهائي
شارك في نصف النهائي 4 فرق، وتأهل منها فريقين إلى النهائي. لعبت المباريات في 22 و24 حزيران 2016.
| رقم المباراة | الفريق المضيف   | النتيجة | الفريق الضيف        |
| ------------ | --------------- | ------- | ------------------- |
| 1            | بيروت           | 4–0     | السلام زغرتا        |
| 2            | أكاديمية الفتاة | 5–1     | الإخاء الأهلي عاليه |

## النهائي
شارك في النهائي ناديي بيروت وأكاديمية الفتاة. لعبت المباراة في 29 حزيران 2016.
| رقم المباراة | الفريق المضيف | النتيجة | الفريق الضيف    |
| ------------ | ------------- | ------- | --------------- |
| 1            | بيروت         | 3–0     | أكاديمية الفتاة |